# Vencer la ausencia
Vencer la ausencia es una telenovela mexicana producida por Rosy Ocampo para TelevisaUnivision en el 2022, siendo la cuarta entrega de la franquicia Vencer. La telenovela es una historia original de Pedro Armando Rodríguez y Gerardo Pérez Zermeño, abordando principalmente el tema de el duelo por perdida. Se estrenó a través de Las Estrellas el 18 de julio de 2022 en sustitución de La herencia, y finalizó el 4 de noviembre del mismo año siendo reemplazado por Mi camino es amarte.
Está protagonizada por Ariadne Díaz, David Zepeda, Mayrín Villanueva, Danilo Carrera, Alejandra Barros y María Perroni Garza, junto con Alexis Ayala, Nailea Norvind, Mariluz Bermúdez, Marcos Montero y Laura Carmine en los roles antagónicos.

## Trama
«Vencer la ausencia» relata la vida de tres entrañables mejores amigas y la hija de su difunta amiga, quienes viven en la misma unidad habitacional y comparten la experiencia de vivir la ausencia y perdida de sus seres queridos, relacionados en un mismo accidente de tránsito.
Julia (Ariadne Díaz), Esther (Mayrín Villanueva), Celeste (Alejandra Barros) y Margarita (Mariana Garza) son cuatro amigas que se conocen desde tiempo atrás y viven en la misma unidad. A pesar de sus similitudes y diferencias, para salir adelante las cuatro comparten el mismo objetivo, poner un pequeño negoció a través de una Food truck. Cuando todo estaba saliendo a la perfección para las cuatro amigas y su búsqueda por el emprendimiento, un evento fortuito cambiará sus vidas para toda la vida, la food truck que habían comprado en Texas para su negocio, se accidenta aparatosamente.
En ese mismo accidente, Esther enfrenta la lamentable perdida de Iván (Andrés Vázquez), su único hijo; Julia con la misteriosa desaparición de Misael (Marcos Montero), quién supuestamente iba conduciendo el camión de regreso rumbo a la Ciudad de México; y Margarita, por las graves lesiones provocadas por el accidente, muere dejando huérfana a María del Rayo (María Perroni Garza), su única hija adolescente de 14 años de edad. Por otro lado, Celeste, quién estaba a punto de realizar su sueño de convertirse en madre por primera vez, le diagnostican esclerosis lateral amiotrófica, una enfermedad degenerativa que le hará truncar su sueño de ser madre.
De igual forma, la tragedia coloca al grupo de amigas en una situación de vulnerabilidad económico-emocional, cuando tienen por un plazo de tiempo para cubrir la deuda con su acreedora, que resulta ser la persona que menos piensan, pues Flavia (Nailea Norvind), una ex-amiga del grupo, fue la que le prestó el dinero a Margarita para poder comprar el camión y quién aprovecha la vulnerabilidad del grupo para poder quebrantar la amistad de las cuatro mujeres.
Durante su proceso de duelo tras la pérdida de su hijo, Esther conocerá a Jerónimo (David Zepeda), un hombre recién llegado de Estados Unidos que en su camino a la capital ayudó en avisar a Esther sobre el accidente y la seguirá ayudando a sobrellevar su dolor. Julia buscará bajo las piedras y moverá cielo, mar y tierra para dar con el paradero de Misael, y contará con el apoyo de Ángel Funes (Danilo Carrera) quién también busca a Misael para saber que pasó con el dineró que iba a recoger en Estados Unidos. Y además, en lo que va asimilando su enfermedad y darse cuenta de que no podrá embarazarse, Celeste ira descubriendo con el paso del tiempo que Braulio (Alexis Ayala), su esposo, no es el hombre perfecto como ella creía saber.

## Reparto
Desde mediados de marzo hasta inicios de abril de 2022, se fue revelando los miembros del reparto general por medio de las cuentas oficiales de la productora Rosy Ocampo en las redes sociales.

### Principales
- Ariadne Díaz como Julia Miranda Chávez
- Mayrín Villanueva como Esther Noriega Luna
- David Zepeda como Jerónimo Garrido
- Danilo Carrera como Ángel Funes
- Alejandra Barros como Celeste Machado
- Alexis Ayala como Braulio Dueñas
- Jesús Ochoa como Rodolfo Miranda
- Mariana Garza como Margarita Rojo
- María Perroni Garza como María del Rayo «Rayo» Rojo
- Nailea Norvind como Flavia Vilchis
- Laura Carmine como Lenar Ramírez
- Mariluz Bermúdez como Ana Sofía «Anasofi» Ordax
- David Ostrosky como Homero Funes (eps. 1-68)
- Silvia Mariscal como Claudia Luna vda. de Noriega
- Laura Luz como Chepina Chávez
- Felipe Nájera como Máximo Camargo
- Eugenio Montessoro como Silvano Ordax
- Agustín Arana como Donato Gil
- Marcos Montero como Misael Valdez
- Fernanda Urdapilleta como Georgina «Gina» Miranda Chávez
- Adriana Llabrés como Mirna Funes
- Miguel Martínez como Erik Sánchez Vidal[12]
- Andrés Vázquez como Iván Camargo Noriega
  - André Sebastián González interpretó a Iván de niño
- Federico Porras como Adair Garrido Ramírez
- Daney Mendoza como Ebenezer Garrido Ramírez
- Nicole Reyes como Matilde
- Luca Valentini como Teodoro «Teo» Camargo Vilchis
- Mariano Soria como Daniel Valdez Miranda
- Rodrigo Murray como Homero Funes (eps. 69-80)[13]

### Recurrentes e invitados especiales
- Angelique Boyer como Renata Sánchez Vidal[14]
- Paulina Goto como Marcela Durán Bracho[15]
- Arath Aquino como Robin
- Farid Caram como Ariel / Catalina[16]
- José Remis como Samuel «Sammy»
- Bruno Mattar como Dennis

## Producción
La telenovela fue anunciada el 1 de noviembre de 2021 durante la semana final de Vencer el pasado. Antes de su anuncio, la preproducción y los preparativos del guion de la entrega se fueron realizando desde septiembre de 2021, con el equipo de guionistas encabezado por Pedro Armando Rodríguez, junto con Gerardo Pérez, Alejandra Romero, Humberto Robles y Luis Mateos. La producción comenzó junto con el rodaje en exteriores el 5 de abril de 2022. El claquetazo oficial junto con el inicio de rodaje en foro se realizó el 19 de abril de 2022 en el foro 9 de Televisa San Ángel. La entrega esta de nueva cuenta dirigida por Benjamín Cann y Fernando Nesme, al lado de Manuel Barajas y Alfredo Mendoza como encargados de las cámaras y fotografía. La telenovela fue presentada el 17 de mayo de 2022, en el up-front de TelevisaUnivision para la programación de la temporada 2022-23.

## Audiencias
| Temporada | Horario (CT)                     | Episodios | Primera emisión     | Primera emisión      | Última emisión         | Última emisión       | Prom. de espectadores (millones) |
| Temporada | Horario (CT)                     | Episodios | Fecha               | Audiencia (millones) | Fecha                  | Audiencia (millones) | Prom. de espectadores (millones) |
| --------- | -------------------------------- | --------- | ------------------- | -------------------- | ---------------------- | -------------------- | -------------------------------- |
| 1         | Lunes a viernes 20:30 - 21:30 h. | 80        | 18 de julio de 2022 | 3.3                  | 4 de noviembre de 2022 | 3.6                  | 3.0                              |

## Premios y nominaciones

### TV Adicto Golden Awards 2022
| Categoría                    | Nominados                    | Resultado |
| ---------------------------- | ---------------------------- | --------- |
| Mejor selección de canciones | Mejor selección de canciones | Ganador   |
| Revelación femenina          | María Perroni Garza          | Ganadora  |
| Mejor producción             | Rosy Ocampo                  | Ganadora  |